# Набережное (Павлодарская область)
Набережное (каз. Набережное) — село в Павлодарском районе Павлодарской области Казахстана. Расположено в 50 км к северу от Павлодара на автодороге Павлодар — Омск. Административный центр Григорьевского сельского округа. Код КАТО — 556035100.

## История
Село возникло в 1932 году в связи с основанием нового совхоза. Село было центральной усадьбой овоще-молочного совхоза «Чернорецкий», получившего название от ближайшего села Чернорецк. Сам совхоз образовался за счёт части земель совхоза «Байгунусский». В 1957 году в совхоз вошли бывшие колхозы имени Джамбула, имени Ворошилова и имени 44-й стрелковой дивизии.
В 1955 году на южной окраине села Павлодарская археологическая экспедиция открыла Чернореченский курганный могильник эпохи ранних кочевников, состоявший из 29 земляных курганов-насыпей.
В 1973 году село получило название Набережное, так как находится на берегу Иртыша.

## Население
В 1985 году в селе проживало 1850 человек. В 1999 году население села составляло 1777 человек (832 мужчины и 945 женщин). По данным переписи 2009 года, в селе проживало 1552 человека (731 мужчина и 821 женщина).